# BP Tauri
BP Tauri eller HD 281934, är en ensam stjärna belägen i den norra delen av stjärnbilden Oxen. Den har en skenbar magnitud av ca 12  och kräver ett kraftfullt teleskop för att kunna observeras. Baserat på parallax enligt Gaia Data Release 3 på ca 7,85 mas, beräknas den befinna sig på ett avstånd på ca 416 ljusår (127 parsek) från solen. Den rör sig bort från solen med en heliocentrisk radialhastighet på ca 16 km/s.

## Egenskaper
BP Tauri är en orange till röd stjärna i huvudserien av spektralklass K3 Ve, som är en eruptiv variabel av typen T Tauri. Den har en massa som är lika med ca 1,2 solmassa, en radie som är ca 2 solradier och utsänder energi från dess fotosfär motsvarande ca 0,9 gånger solen vid en effektiv temperatur av ca 3 600 K. Stjärnan är omgiven av en protoplanetarisk skiva, som är starkt utarmad på kol och kolmonoxid.
BP Tauri samlar fortfarande massa med den låga hastigheten av 9×10−10 till 1,6×10−7 solmassa per år, vilket framgår av röntgenstrålning producerad av infallande materia, och kan fortfarande hålla på att öka dess rotation. Dess kromosfäriska magnetfält är ganska starka vid 2,5 ± 0,15 kilogauss och innehåller starka icke-dipolkomponenter. Stjärnan producerar 40 procent av dess ljusstyrka genom den energi som frigörs genom ackretion. Skivan sträcker sig från 0 – 120 AE från stjärnan och har en lutning av 30° mot siktlinjen från jorden.

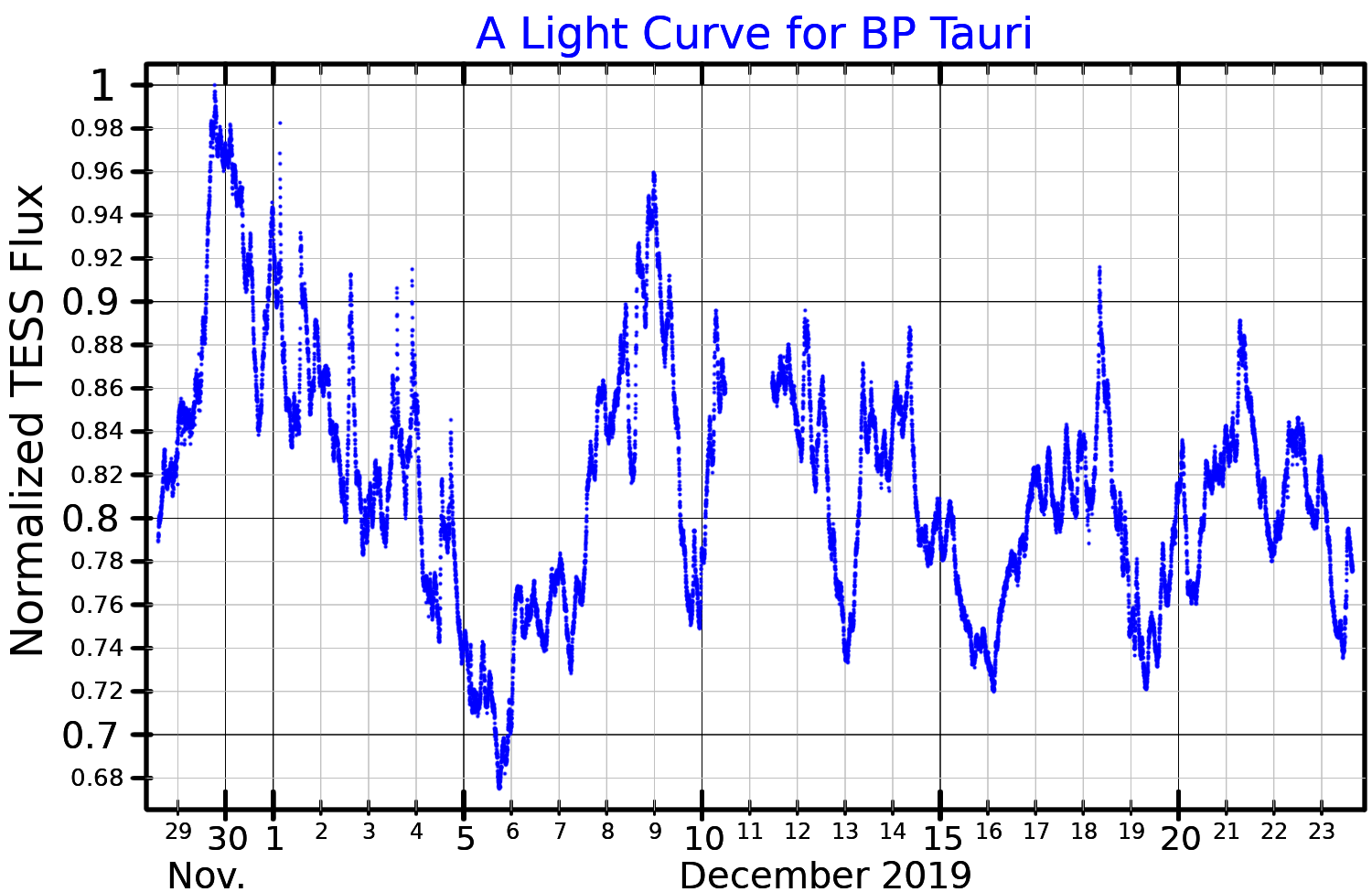
Ljuskurva för BP Tauri, plottad från TESS-data

BP Tauri varierar i ljusstyrka, vilket ger en kraftig utblossning på grund av ostadig ackretion som hålls av stjärnmagnetfält. Ljuskurvperioden varierar från 6,1 till 7,6 dygn och viloperioder utan variation är också kända.

## Misstänkta följeslagare
Det har funnits två misstänkta följeslagare till BP Tauri men en projicerad separation av 3,00 och 5,45 bågsekunder. Dessa visades med Gaia-data dock vara bakgrundsstjärnor som inte är relaterade till BP Tauri.